# Samantha López
Samantha López – meksykańska aktorka. Występowała w roli uczennicy szkoły  Elite Way School, Julietty w młodzieżowym serialu Zbuntowani. Wystąpiła również w serialu Clase 406 (jako Alejandra Bornet).